# Giovanni Piacentini

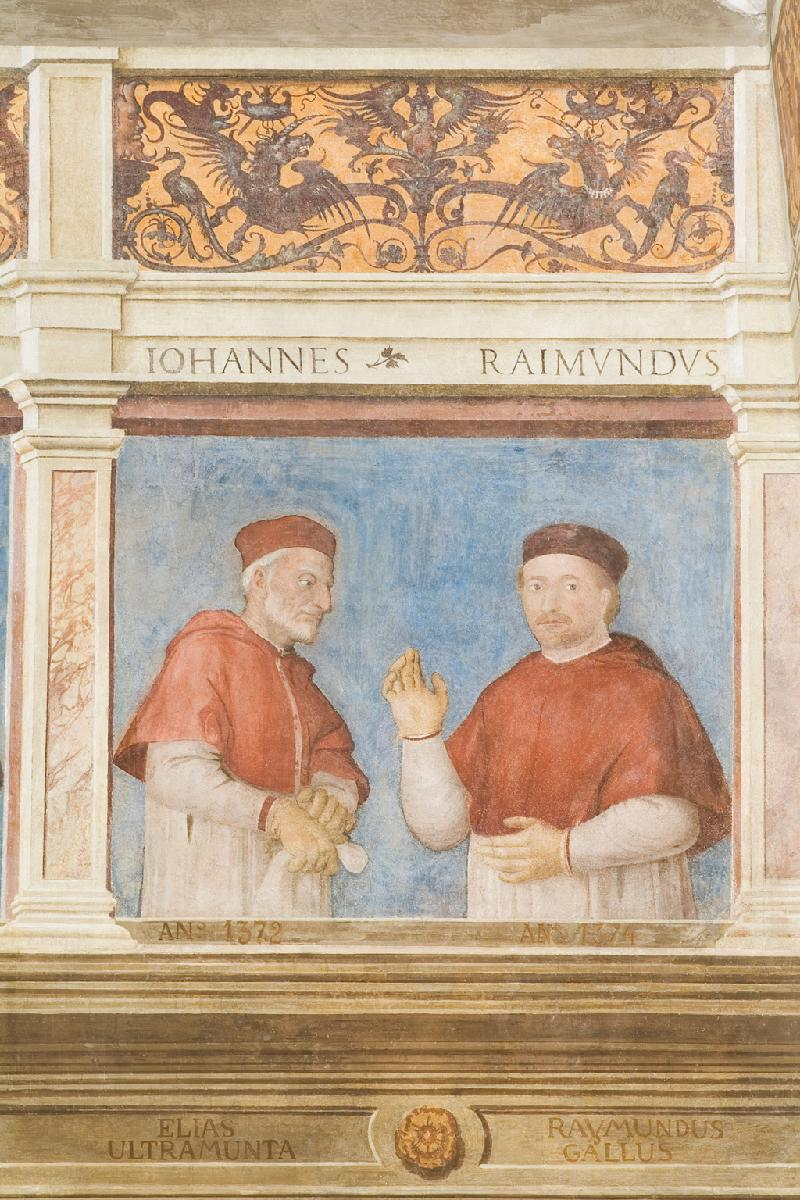
Links: Pseudokardinaal Giovanni Piacentini. Fresco in het bisschoppelijk paleis van Padua, Italië.

Giovanni Piacentini (Parma, 14e eeuw -  , 9 mei 1404) was een rooms-katholieke prelaat in het middeleeuwse Italië. Hij was bisschop van Cervia (1364-1369) nabij Ravenna en bisschop van Padua (1369-1371). Vervolgens was Piacentini aartsbisschop van Patras of Patrae Veteres (1371-1375) in het vorstendom Achaje, een kruisvaardersrijk in Griekenland, en ten slotte bisschop van Castello (1375-1378) in de Lagune van Venetië, met de persoonlijke titel van aartsbisschop van Castello.
Bij de start van het Westers Schisma koos hij partij voor de tegenpaus in Avignon. Hij was pseudokardinaal, namelijk (anti-)kardinaal benoemd door een tegenpaus (1385), en is daarom niet erkend in de Roomse Kerk als een kardinaal.

## Bijnaam
Zijn bijnaam was de ‘kardinaal van Venetië’ en dit in een periode dat de aartsbisschoppelijke zetel met kardinaalshoed nog niet bestond in Venetië. Het bisdom Castello was namelijk de voorloper van het patriarchaat Venetië.

## Levensloop
Piacentini’s naam duikt voor het eerst op wanneer hij kanunnik was (jaren 1350) in het kapittel van de kathedraal van Padua, in de gelijknamige stadstaat. Piacentini had het ambt van aartspriester van de kathedraal en werkte voor bisschop Pietro Pileo da Prata.
Piacentini werd bisschop van Cervia (1364) en in 1369 werd hij verkozen voor de bisschopstroon van Padua, waar hij Pietro Pileo da Prata opvolgde in 1370. 
Een bevordering tot aartsbisschop vond plaats in 1371: Piacentini nam in Achaje bezit van de aartsbisschoppelijke zetel van Patras. 
Daarna volgde de overplaatsing naar Noord-Italië met de benoeming op de bisschopstroon van Castello (1375) nabij Venetië. Hij mocht zijn aartsbisschoppelijke titel behouden. Drie jaar later werd de Roomse Kerk verscheurd door het Westers Schisma (1378). Aangezien Piacentini partij koos voor tegenpaus Clemens VII in Avignon, verloor hij het bisdom Castello (1378). Paus Urbanus VI in Rome wou hem hiermee straffen voor zijn obediëntie aan Avignon.
Vandaar trok Piacentini naar het pauselijk hof in Avignon (1378), pauselijke stad in het Heilige Roomse Rijk doch onmiddellijk gelegen naast de grens met het koninkrijk Frankrijk. In 1385 schonk antipaus Clemens VII hem de kardinaalshoed. Als titelkerk kreeg hij de ondertussen verdwenen kerk San Ciriaco alle Terme di Diocleziano in Rome; dit was een kerkgebouw opgericht binnen de Thermen van Diocletianus. Piacentini is er nooit geweest. In deze periode ontstaat zijn bijnaam van ‘kardinaal van Venetië’ waarmee herinnerd werd aan zijn voormalig bisdom in de Baai van Venetië. Na de dood van tegenpaus Clemens VII en de pausverkiezing van Benedictus XIII (1394) verbleef Piacentini verder in Avignon. In 1400 schonk hij aan Montpellier een reliek van de heilige Cosmas; Cosmas was een martelaar omwille van zijn terechtstelling door keizer Diocletianus, wat verwees naar zijn titelkerk in Rome. Piacentini overleed op een onbekende plaats in 1404; er zijn bronnen die stellen dat Piacentini eigenlijk een Fransman was.